# یوتام هالپرین
یوتام هالپرین (عبری: יותם הלפרין‎؛ زادهٔ ۲۴ ژانویهٔ ۱۹۸۴) بازیکن بسکتبال اهل اسرائیل است.

## حرفه
از باشگاه‌هایی که در آن بازی کرده‌است می‌توان به باشگاه بسکتبال بایرن مونیخ و باشگاه بسکتبال المپیاکوس اشاره کرد.